# Тайрингем (Массачусетс)
Тайрингем (англ. Tyringham, МФА: [ˈtiːrɪŋəm], Тіринем) — місто (англ. town) в США, в окрузі Беркшир штату Массачусетс. Населення — 427 осіб (2020).

## Демографія
Згідно з переписом 2010 року, у місті мешкало 327 осіб у 138 домогосподарствах у складі 102 родин. Було 280 помешкань
Расовий склад населення:
| - 97,9 % — білих - 0,9 % — чорних або афроамериканців - 0,9 % — азіатів - 0,3 % — корінних американців |

До двох чи більше рас належало 0,0 %. Частка іспаномовних становила 0,9 % від усіх жителів.
За віковим діапазоном населення розподілялося таким чином: 13,1 % — особи молодші 18 років, 59,1 % — особи у віці 18—64 років, 27,8 % — особи у віці 65 років та старші. Медіана віку мешканця становила 57,2 року. На 100 осіб жіночої статі у місті припадало 90,1 чоловіків;  на 100 жінок у віці від 18 років та старших — 89,3 чоловіків також старших 18 років.
Середній дохід на одне домашнє господарство  становив 139 664 долари США (медіана — 86 250), а середній дохід на одну сім'ю — 161 371 долар (медіана — 105 625). Медіана доходів становила 84 375 доларів для чоловіків та 43 750 доларів для жінок. За межею бідності перебувало 12,5 % осіб, у тому числі 0,0 % дітей у віці до 18 років та 12,7 % осіб у віці 65 років та старших.
Цивільне працевлаштоване населення становило 207 осіб. Основні галузі зайнятості: освіта, охорона здоров'я та соціальна допомога — 33,3 %, науковці, спеціалісти, менеджери — 12,6 %, виробництво — 11,6 %.